# Marshall-Angriff
Der Marshall-Angriff oder das Marshall-Gambit ist eine Eröffnungsvariante der Spanischen Partie im Schach und geht auf den US-Amerikaner Frank Marshall zurück.
Der Marshall-Angriff entsteht durch die Zugfolge
1. e2–e4 e7–e5 2. Sg1–f3 Sb8–c6 3. Lf1–b5 a7–a6 4. Lb5–a4 Sg8–f6
5. 0–0 Lf8–e7 6. Tf1–e1 b7–b5 7. La4–b3 0–0 8. c2–c3 d7–d5
und ist in den ECO-Codes unter dem Schlüssel C89 klassifiziert.

## Geschichte
Marshall führte diese Eröffnung am 23. Oktober 1918 in New York in einer Partie gegen den späteren Weltmeister José Raúl Capablanca in die Turnierpraxis ein. Schwarz opfert dabei einen Bauern, spielt also ein Gambit, erhält aber gute Angriffschancen. Obwohl Marshall die Partie verlor, wurde seine Idee recht populär und wird auch heute noch gespielt. Der achte schwarze Zug d7–d5 leitet das Bauernopfer ein: Nach dem Schlagen auf d5 ist der Bauer e5 durch den Turm auf e1 nochmals angegriffen. Dieses Opfer bietet Schwarz taktische Angriffschancen und wurde von Marshall zuvor ausführlich analysiert.
Zuerst wurde das Gambit in einer Beratungspartie, die am 18. Februar 1883 in Havanna ausgetragen wurde, von vier kubanischen Amateuren erfolglos gegen Carl August Walbrodt versucht. Die Zeitschrift Deutsches Wochenschach kritisierte das Bauernopfer damals als „verfehltes Manöver, statt dessen ruhige Entwicklung durch Lc8–b7, d7–d6 usw. am Platze wäre“. Von Marshall selbst ist eine Partie gegen Walter Frere bekannt, in der er seine Idee möglicherweise bereits im Jahr 1917 anwandte, wobei das Datum allerdings nicht gesichert ist. Eine weitere Beratungspartie, in der Marshall mit Schwarz zusammen mit Edward M. Padelford gegen Charles Jaffe und H.E. Cleland spielte, fand im Februar 1918 statt, also vor der Partie gegen Capablanca. Allerdings ist in dieser Partie die Zugfolge etwas anders, erst nach 8. a2–a4 b5–b4 9. c2–c3 folgte d7–d5.
Es gibt umfangreiche Untersuchungen und viele praktische Partien zu dieser Eröffnung. Sie ist bis weit in das Mittelspiel und teilweise sogar in das Endspiel ausanalysiert, dennoch gibt es immer wieder neue Ideen. Sie wird von Spielern gewählt, die scharfe Varianten bevorzugen und gründliche Vorbereitung nicht scheuen.

## Capablanca – Marshall, New York 1918
In der Stammpartie Capablanca - Marshall gelang es Capablanca, sich zu verteidigen, er gewann in 36 Zügen:
9. e4xd5 Sf6xd5 (9. … e4?!, die Herman-Steiner-Variante, gilt als schwächer) 10. Sf3xe5 Sc6xe5 11. Te1xe5 Sd5–f6 12. Te5–e1 Le7–d6 13. h2–h3 Sf6–g4 14. Dd1–f3 Dd8–h4 15. d2–d4 Sg4xf2 16. Te1–e2 Lc8–g4 17. h3xg4 Ld6–h2+ 18. Kg1–f1 Lh2–g3 19. Te2xf2 Dh4–h1+ 20. Kf1–e2 Lg3xf2 21. Lc1–d2 Lf2–h4 22. Df3–h3 Ta8–e8+ 23. Ke2–d3 Dh1–f1+ 24. Kd3–c2 Lh4–f2 25. Dh3–f3 Df1–g1 26. Lb3–d5 c7–c5 27. d4xc5 Lf2xc5 28. b2–b4 Lc5–d6 29. a2–a4 a6–a5 30. a4xb5 a5xb4 31. Ta1–a6 b4xc3 32. Sb1xc3 Ld6–b4 33. b5–b6 Lb4xc3 34. Ld2xc3 h7–h6 35. b6–b7 Te8–e3 36. Ld5xf7+ 1:0
Anstatt 11. … Sd5–f6 spielt man heute meist 11. … c7–c6, um den Springer auf d5 zu decken, nach 12. d2–d4 Le7–d6 hat Schwarz Kompensation für den geopferten Bauern, sodass viele starke Spieler, u. a. auch Garri Kasparow, es vermeiden, sich auf diese Variante einzulassen. Um dem Marshall-Angriff auszuweichen, kann Weiß z. B. 8. a2–a4, 8. d2–d3 oder 8. h2–h3 spielen. Die mit diesen Zügen eingeleiteten Systeme werden deswegen auch Anti-Marshall genannt.

## Kramnik–Lékó, Brissago 2004 (8)
|   | a | b | c | d | e | f | g | h |   |
| 8 |   |   |   |   |   |   |   |   | 8 |
| 7 |   |   |   |   |   |   |   |   | 7 |
| 6 |   |   |   |   |   |   |   |   | 6 |
| 5 |   |   |   |   |   |   |   |   | 5 |
| 4 |   |   |   |   |   |   |   |   | 4 |
| 3 |   |   |   |   |   |   |   |   | 3 |
| 2 |   |   |   |   |   |   |   |   | 2 |
| 1 |   |   |   |   |   |   |   |   | 1 |
|   | a | b | c | d | e | f | g | h |   |

Diagramm 1: Stellung nach 25. b5xa6
|   | a | b | c | d | e | f | g | h |   |
| 8 |   |   |   |   |   |   |   |   | 8 |
| 7 |   |   |   |   |   |   |   |   | 7 |
| 6 |   |   |   |   |   |   |   |   | 6 |
| 5 |   |   |   |   |   |   |   |   | 5 |
| 4 |   |   |   |   |   |   |   |   | 4 |
| 3 |   |   |   |   |   |   |   |   | 3 |
| 2 |   |   |   |   |   |   |   |   | 2 |
| 1 |   |   |   |   |   |   |   |   | 1 |
|   | a | b | c | d | e | f | g | h |   |

Diagramm 2: Stellung nach 33. … Sg4–f2#
Ein bemerkenswerter Schwarzsieg gelang dem ungarischen Großmeister Péter Lékó in der achten Partie der Schachweltmeisterschaft 2004 gegen Wladimir Kramnik in Brissago. Kramnik war bis zum 21. Zug in seiner häuslichen Eröffnungsvorbereitung, verschmähte aber ein Remis durch Stellungswiederholung und stand zwei Züge später bereits auf Verlust. Lékó, bereits knapp an Bedenkzeit, fand in der Diagrammstellung (Diagramm 1) den sehr starken Zug 25. … Dd3!!, der in allen Varianten gewinnt.
Die Stellung ist typisch für den Marshall-Angriff: Gegen die gefährliche schwarze Offensive am Königsflügel sucht Weiß Gegenspiel am Damenflügel, oft durch den Bauernhebel a2–a4, um die Linie für den Turm a1 zu öffnen (ein häufiger Plan gegen den schwarzen Aufbau mit 6. … b7–b5). Kramnik hat für dieses Gegenspiel im Vertrauen auf seinen vorgerückten Freibauern auf a6 sogar die Dame geopfert.
Nach 25. … Dd3 setzte Kramnik mit 26. Kf2 fort und verlor nach Lxf3! (ein starkes Zerstörungsopfer) 27. Sxf3 Se4+ 28. Ke1 Sxc3! (ein weiteres Zerstörungsopfer) 29. bxc3 Dxc3+ 30. Kf2 Dxa1 32. a7 h6 32. h4 g4 0:1
Eine sehr schöne Gewinnvariante entsteht, wenn Weiß die schwarze Attacke ignoriert und sich durch Umwandlung eine neue Dame holt: 26. a7 De3+ 27. Kg2 Lxf3+ 28. Sxf3 De2+ 29. Kg1 Sg4! Schwarz lässt die Umwandlung mit Schachgebot zu, die neue Dame ist am Damenflügel zu weit entfernt vom Geschehen: 30. a8=D+ Kg7 31. Dxc6 Df2+ 32. Kh1 Df1+ 33. Sg1 Sf2# Eine nette Variante des Erstickten Matts (Diagramm 2).